# Jean-Pierre Beltoise
Jean-Pierre Maurice Georges Beltoise (París, Francia; 26 de abril de 1937-Dakar, Senegal; 5 de enero de 2015) fue un piloto de motociclismo y automovilismo de velocidad francés que obtuvo una victoria de Fórmula 1 en el Gran Premio de Mónaco de 1972, ocho podios y el quinto puesto en la temporada 1969.

## Carrera
Antes de iniciar su carrera como piloto de Fórmula 1, Beltoise ganó once títulos nacional de motociclismo en tres años. Desde 1962 hasta 1964 compitió en algunas pruebas del Campeonato del Mundo de Motociclismo, consiguiendo un podio en el Gran Premio de Francia de 1964 de 50cc.
Luego fue campeón de la Fórmula 3 Francesa en 1965, ganador del Gran Premio de Mónaco de Fórmula 3 de 1966, tercero en la Fórmula 2 Europea 1967 y campeón en 1968. Beltoise fue contratado por la escudería Matra de Fórmula 1, con la que debutó en Alemania 1966 y participó en tres fechas de 1967. Al año siguiente, consiguió el segundo puesto en el Gran Premio de los Países Bajos, y puntuó en otras dos carreras que lo ubicaron en el noveno puesto final.
En 1969, fue fichado por la escudería Matra International de Ken Tyrrell, compartiendo equipo con Jackie Stewart. Aquel año logró un segundo puesto en el Gran Premio de Francia, así como dos terceros y siete resultados puntuables, que lo colocaron quinto en el campeonato. En 1970 obtuvo dos terceros puestos y seis resultados puntuables, quedando así en el noveno puesto final.
Luego de una competir de manera parcial en la temporada 1971, pasó a la escudería BRM y ganó el Gran Premio de Mónaco bajo las inclemencias meteorológicas. En 1973 obtuvo un cuarto puesto y tres quintos, por lo que acabó décimo en el campeonato. El piloto logró un segundo puesto y dos quintos en la temporada 1974, tras lo cual se retiró de Fórmula 1.
En la Fórmula 1 desde los años 1976 hasta el año 1978 fue piloto de pruebas del equipo francés Equipe Ligier de Fórmula 1. Fue en dicha escudería donde se probó el primer Ligier de F1 en el circuito Paul Ricard.
En paralelo a su carrera en Fórmula 1, Beltoise compitió en resistencia con Matra. En 1969, llegó cuarto absoluto en las 24 Horas de Le Mans con un prototipo de la clase 3.0. En 1971, se vio envuelto en un accidente que significó el fallecimiento de Ignazio Giunti en los 1000 km de la Ciudad de Buenos Aires, lo cual hizo que perdiera su licencia internacional durante un tiempo. En 1974, ganó los 1000 km de Nürburgring, las 6 Horas de Le Castellet y las 6 Horas de Watkins Glen.
Beltoise fue octavo en las 24 Horas de Le Mans de 1976 con un Inaltera de la clase GTP, y en 1979 fue décimo con un Rondeau de la clase Sport +2.0. Además compitió en carreras de turismos, donde ganó el Campeonato de Francia de 1976 y 1977 con BMW y fue subcampeón en 1986 con Peugeot. Entre 1989 hasta 1993 disputó la Copa Porsche Francia.
También participó en competiciones de rallies, ganando el campeonato francés con un Alpine-Renault. En 1979 fue campeón de Francia de rallycross con un Alpine A310.  
Fuera de las pistas trabajó por la seguridad vial. Murió en la ciudad de Dakar, el 5 de enero de 2015.

## Resultados

### Campeonato Mundial de Motociclismo
| Posición | 1 | 2 | 3 | 4 | 5 | 6 |
| Puntos   | 8 | 6 | 4 | 3 | 2 | 1 |

| Año  | Categoría | Equipo      | 1     | 2       | 3     | 4     | 5       | 6     | 7     | 8     | 9     | 10    | 11    | 12    | Pts | Pos. |
| ---- | --------- | ----------- | ----- | ------- | ----- | ----- | ------- | ----- | ----- | ----- | ----- | ----- | ----- | ----- | --- | ---- |
| 1962 | 250cc     | Moto Morini | ESP - | FRA 5   | IOM - | NED - | BEL -   | GER - | ULS - | RDA - | NAT - | ARG - |       |       | 2   | 20º  |
| 1963 | 50cc      | Kreidler    | ESP - | GER -   | FRA 5 | IOM - | NED 9   | BEL 6 |       |       | FIN - |       | ARG - | JPN - | 3   | 11º  |
| 1963 | 125cc     | Bultaco     | ESP - | GER Ret | FRA 7 | IOM - | NED Ret | BEL 6 | ULS - | RDA - | FIN - | NAT - | ARG - | JPN - | 1   | 20º  |
| 1964 | 50cc      | Kreidler    | USA 5 | ESP -   | FRA 3 | IOM - | NED -   | BEL - | GER - |       | FIN - |       | JPN - |       | 6   | 6º   |
| 1964 | 125cc     | Bultaco     | USA 5 | ESP Ret | FRA 5 | IOM - | NED -   | GER - | RDA - | ULS - | FIN - | NAT - | JPN - |       | 4   | 13º  |

### Fórmula 1
(Clave) (negrita indica pole position) (cursiva indica vuelta rápida)

| Año  | Escudería           | 1       | 2       | 3       | 4       | 5       | 6       | 7       | 8       | 9       | 10      | 11      | 12      | 13      | 14     | 15      | Pos. | Puntos |
| ---- | ------------------- | ------- | ------- | ------- | ------- | ------- | ------- | ------- | ------- | ------- | ------- | ------- | ------- | ------- | ------ | ------- | ---- | ------ |
| 1966 | Matra Sports        | MON     | BEL     | FRA     | GBR     | NED     | GER 8   | ITA     | USA     | MEX     |         |         |         |         |        |         | NC   | 0      |
| 1967 | Matra Sports        | RSA     | MON DNQ | NED     | BEL     | FRA DNP | GBR     | GER     | CAN     | ITA     | USA 7   | MEX 7   |         |         |        |         | NC   | 0      |
| 1968 | Matra Sports        | RSA 6   |         | MON Ret | BEL 8   | NED 2   | FRA 9   | GBR Ret | GER Ret | ITA 5   | CAN Ret | USA Ret | MEX Ret |         |        |         | 9.º  | 11     |
| 1968 | Matra International |         | ESP 5   |         |         |         |         |         |         |         |         |         |         |         |        |         | 9.º  | 11     |
| 1969 | Matra International | RSA 6   | ESP 3   | MON Ret | NED 8   | FRA 2   | GBR 9   | GER 12  | ITA 3   | CAN 4   | USA Ret | MEX 5   |         |         |        |         | 5.º  | 21     |
| 1970 | Equipe Matra Elf    | RSA 4   | ESP Ret | MON Ret | BEL 3   | NED 5   | FRA 13  | GBR Ret | GER Ret | AUT 6   | ITA 3   | CAN 8   | USA Ret | MEX 5   |        |         | 9.º  | 16     |
| 1971 | Equipe Matra Sports | RSA     | ESP 6   | MON Ret | NED 9   | FRA 7   | GBR 7   | GER DNP | AUT DNP | ITA DNP | CAN Ret | USA 8   |         |         |        |         | 22.º | 1      |
| 1972 | Marlboro BRM        | ARG     | RSA Ret | ESP Ret | MON 1   | BEL Ret | FRA 15  | GBR 11  | GER 9   | AUT 8   | ITA 8   | CAN Ret | USA Ret |         |        |         | 11.º | 9      |
| 1973 | Marlboro BRM        | ARG Ret | BRA Ret | RSA Ret | ESP 5   | BEL Ret | MON Ret | SWE Ret | FRA 11  | GBR Ret | NED 5   | GER Ret | AUT 5   | ITA 13  | CAN 4  | USA 9   | 10.º | 9      |
| 1974 | Team Motul BRM      | ARG 5   | BRA 10  | RSA 2   | ESP Ret | BEL 5   | MON Ret | SWE Ret | NED Ret | FRA 10  | GBR 12  | GER Ret | AUT Ret | ITA Ret | CAN NC | USA DNQ | 13.º | 10     |